# Małgorzata Sobańska
Małgorzata Sobańska (ur. 25 kwietnia 1969 w Poznaniu) – polska lekkoatletka specjalizująca się na długich dystansach, olimpijka z Atlanty i z Aten. 
26 września 2010, po starcie w maratonie warszawskim, zawodniczka ogłosiła zakończenie profesjonalnej kariery lekkoatletycznej.

## Osiągnięcia
- 2-krotna mistrzyni kraju w półmaratonie (1999 i 2004)
- 5-krotna wicemistrzyni Polski: 3000 m (1991), 5000 m (1995), 10000 m (1999)
- zwyciężczyni maratonu w Londynie (1995)
- zwyciężczyni maratonu w Warszawie (2008)
- zwyciężczyni półmaratonu w Warszawie (2009)
- MŚ Göteborg 1995 – 4. miejsce
- IO 1996 – 11. miejsce
- IO 2004 – 17. miejsce
- była rekordzistka Polski w maratonie (2:26:08 w Chicago w 2001)[2][3]